# Saint-Just (Cantal)
Saint-Just korábbi község (település) Franciaországban, Cantal megyében. 2016. január 1-jén Loubaresse, Faverolles és Saint-Marc községgel egyesült és delegált községként Val d’Arcomie új község része lett.
Lakosainak száma 190 fő (2018. január 1.). Saint-Just Loubaresse, Saint-Marc, Albaret-le-Comtal, Albaret-Sainte-Marie és Les Monts-Verts községekkel határos.

## Népesség
A település népessége az elmúlt években az alábbi módon változott:
| Lakosok száma | 362  | 299  | 271  | 248  | 222  | 203  | 211  | 207  | 190  | 190  |
|               | 1962 | 1968 | 1982 | 1990 | 1999 | 2008 | 2011 | 2013 | 2017 | 2018 |